# Kesselschlacht bei Białystok und Minsk
1941: Białystok-Minsk – Dubno-Luzk-Riwne – Smolensk – Uman – Kiew – Odessa – Leningrader Blockade – Wjasma-Brjansk – Charkow – Rostow – Moskau – Tula

1942: Rschew – Charkow – Ljuban/Wolchow – Kertsch/Sewastopol – Fall Blau – Kaukasus – Stalingrad – Operation Mars

1943: Woronesch-Charkow – Operation Iskra – Nordkaukasus – Charkow – Kursk – Orjol – Donez-Mius – Donbass – Belgorod-Charkow – Smolensk – Dnepr – Kiew

1944: Dnepr-Karpaten – Leningrad-Nowgorod – Krim – Wyborg–Petrosawodsk – Operation Bagration – Lwiw-Sandomierz – Jassy–Kischinew – Belgrad – Petsamo-Kirkenes – Baltikum – Karpaten – Ungarn

1945: Kurland  – Weichsel-Oder – Ostpreußen – Westkarpaten – Niederschlesien – Ostpommern – Plattensee – Oberschlesien – Wien – Oder – Berlin – Prag
Die Kesselschlacht bei Białystok und Minsk (auch: Doppelschlacht) war eine Schlacht zwischen der deutschen Wehrmacht und der Roten Armee während des Deutsch-Sowjetischen Krieges im Zweiten Weltkrieg. Sie begann am 22. Juni 1941 mit der Überschreitung der Demarkationslinie zwischen dem Deutschen Reich und der Sowjetunion durch die Truppen der deutschen Heeresgruppe Mitte, die auf die sowjetische Westfront unter dem Kommando von Armeegeneral Dmitri Grigorjewitsch Pawlow traf. In der Schlacht konnte die Wehrmacht große Truppenkontingente der Roten Armee vernichten, die letzten Verteidiger kämpften jedoch bis zum 9. Juli 1941, um auf Befehl Stalins möglichst viele deutsche Truppen zu binden. Nach dem deutschen Sieg konnte die Wehrmacht ihre weitere Offensive auf Moskau fortsetzen und konzentriert auf Smolensk vorgehen.

## Vorgeschichte
Am 17. Juni 1941 hatte Hitler der deutschen Generalität den Termin für seinen Angriff auf die Sowjetunion bekanntgegeben. Der unter dem Namen Unternehmen Barbarossa beginnende Angriff wurde für Sonntag, den 22. Juni 1941, um 3 Uhr früh festgelegt. An der gesamten Ostfront waren dazu drei deutsche Heeresgruppen mit 153 Divisionen – darunter 19 Panzerdivisionen und zehn motorisierte Divisionen – in Stellung gegangen. Der kampfstärksten Heeresgruppe Mitte (mit etwa 37 Infanterie-, 9 Panzer-, 1 Kavallerie und 3 Sicherungs-Divisionen) unter Generalfeldmarschall Fedor von Bock wurde dabei die allgemeine Stoßrichtung auf Minsk mit dem Endziel Moskau zugeteilt. Mit dem Eindringen der Fliegerverbände der Luftflotte 2 in den sowjetischen Luftraum und dem deutschen Artillerieschlag um etwa 3:15 Uhr früh wurde auch die Kesselschlacht von Bialystok-Minsk eingeleitet.

### Deutsche Einschätzung der sowjetischen Kräfte
Das Oberkommando der Wehrmacht (OKW) ging in einer Einschätzung vom 17. Juni 1941 von 3 Armeen aus. Der Stawka standen entlang des Grenzgebietes der Weißrussischen SSR die 3. Armee, die 4. Armee und die 10. Armee zur Verfügung. Weiter dahinter verfügte die Westfront zudem über die 13. Armee, die im Raum Minsk als Reserve bereitstand. Laut der Einschätzung des OKW sollten in dem Gebiet zahlreiche Schützendivisionen und Kavallerieeinheiten, an motorisierten Einheiten aber nur ein Panzerkorps bereitstehen. Tatsächlich standen das sowjetische 6., 11. und 14. Mechanisierte Korps bei Angriffsbeginn sofort an der Grenze der Weißrussischen SSR zur Abwehr bereit. Insgesamt wurden die sowjetischen Schützenkräfte auf rund 40 % mehr geschätzt als tatsächlich vorhanden waren. Die Panzerkräfte waren jedoch wesentlich größer als angenommen, denn sie wurden lediglich auf rund 20–30 % ihrer tatsächlichen Stärke geschätzt, wobei wiederum mehr Einheiten an Kavallerie erwartet wurden, als tatsächlich vorhanden waren. Der Grund waren die neuen unentdeckten mobilen Divisionen der Roten Armee, die auf Kavallerie basierten.

## Vergleich der beiden Kräfte
| Westfront (Armeegeneral Dmitri Grigorjewitsch Pawlow) |                                                   |                                                              |                                                                          |
|                                                       | 3. Armee (Generalleutnant Wassili I. Kusnezow)    |                                                              |                                                                          |
|                                                       |                                                   | 4. Schützenkorps (Generalmajor S. A. Jegorow)                |                                                                          |
|                                                       |                                                   |                                                              | 27. Schützendivision (Generalmajor A. M. Stepanow)                       |
|                                                       |                                                   |                                                              | 56. Schützendivision (Generalmajor S. P. Sachnow)                        |
|                                                       |                                                   |                                                              | 85. Schützendivision (Generalmajor A. V. Bondowski)                      |
|                                                       |                                                   | 21. Schützenkorps (Generalmajor W. B. Borisow)               |                                                                          |
|                                                       |                                                   |                                                              | 17. Schützendivision (Oberst T. K. Batsanow)                             |
|                                                       |                                                   |                                                              | 24. Schützendivision (Generalmajor K. N. Galitzki)                       |
|                                                       |                                                   |                                                              | 37. Schützendivision (Oberst A. E. Tschecharin)                          |
|                                                       |                                                   | 11. Mechanisiertes Korps (Generalmajor D. K. Mostowenko)     |                                                                          |
|                                                       |                                                   |                                                              | 29. Panzerdivision (Oberst N. P. Studnew)                                |
|                                                       |                                                   |                                                              | 33. Panzerdivision (Oberst M. F. Panow)                                  |
|                                                       |                                                   |                                                              | 204. Motorisierte Division (Oberst A. M. Piragow)                        |
|                                                       | 4. Armee (Generalleutnant Alexander A. Korobkow)  |                                                              |                                                                          |
|                                                       |                                                   |                                                              | 49. Schützendivision (Oberst K. F. Wasiljew)                             |
|                                                       |                                                   | 28. Schützenkorps (Generalmajor W. S. Popow)                 |                                                                          |
|                                                       |                                                   |                                                              | 6. Schützendivision (Oberst M. A. Popsiu-Schapko)                        |
|                                                       |                                                   |                                                              | 42. Schützendivision (Generalmajor I. S. Lazarenko)                      |
|                                                       |                                                   |                                                              | 75. Schützendivision (Generalmajor S. Nedwigin)                          |
|                                                       |                                                   | 14. Mechanisiertes Korps (Generalmajor S. I. Oborin)         |                                                                          |
|                                                       |                                                   |                                                              | 30. Panzerdivision (Oberst S. I. Bogdanow)                               |
|                                                       |                                                   |                                                              | 22. Panzerdivision (Generalmajor W. P. Puganow)                          |
|                                                       |                                                   |                                                              | 205. Motorisierte Division (Oberst Filipp F. Kudjurow)                   |
|                                                       | 10. Armee (Generalleutnant Konstantin D. Golubew) |                                                              |                                                                          |
|                                                       |                                                   | 1. Schützenkorps (Generalmajor Fjodor D. Rubtzow)            |                                                                          |
|                                                       |                                                   |                                                              | 2. Schützendivision (Oberst M. D. Grischin)                              |
|                                                       |                                                   |                                                              | 8. Schützendivision (Oberst N. I. Fomin)                                 |
|                                                       |                                                   | 5. Schützenkorps (Generalmajor Alexander W. Garnow)          |                                                                          |
|                                                       |                                                   |                                                              | 86. Schützendivision (Oberst M. A. Saschibalow)                          |
|                                                       |                                                   |                                                              | 13. Schützendivision (Oberst A. S. Naumow)                               |
|                                                       |                                                   |                                                              | 113. Schützendivision (Generalmajor H. N. Alawerdow)                     |
|                                                       |                                                   | 6. Mechanisiertes Korps (Generalmajor M. G. Chatzkilewitsch) |                                                                          |
|                                                       |                                                   |                                                              | 4. Panzerdivision (Generalmajor A. G. Potaturschew)                      |
|                                                       |                                                   |                                                              | 7. Panzerdivision (Generalmajor S. W. Borsilow)                          |
|                                                       |                                                   |                                                              | 29. Motorisierte Division (Generalmajor I. P. Bikdjanow)                 |
|                                                       |                                                   | 13. Mechanisiertes Korps (Generalmajor P. N. Achljustin)     |                                                                          |
|                                                       |                                                   |                                                              | 25. Panzerdivision (Oberst N. M. Nikiforow)                              |
|                                                       |                                                   |                                                              | 31. Panzerdivision (Oberst S. A. Kalichowitsch)                          |
|                                                       |                                                   |                                                              | 208. Motorisierte Division (Oberst V. I. Nichiporowitsch)                |
|                                                       |                                                   | 6. Kavallerie-Korps (Generalmajor I. S. Nikitin)             |                                                                          |
|                                                       |                                                   |                                                              | 6. Kavalleriedivision (Generalmajor M. P. Konstantinow)                  |
|                                                       |                                                   |                                                              | 36. Kavalleriedivision (Generalmajor E. S. Sybin)                        |
|                                                       | 13. Armee (Generalleutnant Pjotr M. Filatow)      |                                                              |                                                                          |
|                                                       |                                                   | 2. Schützenkorps (Generalmajor A. N. Jermakow)               |                                                                          |
|                                                       |                                                   |                                                              | 100. Schützendivision (Generalmajor I. N. Russijanow)                    |
|                                                       |                                                   |                                                              | 161. Schützendivision (Oberst A. I. Michailow)                           |
|                                                       |                                                   | 44. Schützenkorps (Generalmajor W. A. Juschkewitsch)         |                                                                          |
|                                                       |                                                   |                                                              | 64. Schützendivision (Oberst S. I. Iowlew)                               |
|                                                       |                                                   |                                                              | 108. Schützendivision (Generalmajor N. Orlow)                            |
|                                                       |                                                   |                                                              | 50. Schützendivision (Oberst W. P. Jewdokimow)                           |
|                                                       |                                                   | 47. Schützenkorps (Generalmajor S. I. Powetkin)              |                                                                          |
|                                                       |                                                   |                                                              | 121. Schützendivision (Generalmajor P. M. Zykow)                         |
|                                                       |                                                   |                                                              | 143. Schützendivision (Generalmajor D. P. Safonow)                       |
|                                                       |                                                   |                                                              | 55. Schützendivision (Oberst D. I. Iwanjuk)                              |
|                                                       |                                                   | 17. Mechanisiertes Korps (Generalmajor M. P. Petrow)         |                                                                          |
|                                                       |                                                   |                                                              | 27. Panzerdivision (Generalmajor A. O. Achmanow)                         |
|                                                       |                                                   |                                                              | 36. Panzerdivision (Oberst S. Z. Miroschnikow)                           |
|                                                       |                                                   |                                                              | 209. Motorisierte Schützendivision (Oberst Iwan Wassiljewitsch Gorbenko) |

| Heeresgruppe Mitte (Generalfeldmarschall Fedor von Bock) |                                                                    |                                                                               |                                                                                   |
|                                                          | Panzergruppe 3 (Generaloberst Hermann Hoth)                        |                                                                               |                                                                                   |
|                                                          |                                                                    | XXXIX. Armeekorps (mot.) (General der Panzertruppe Rudolf Schmidt)            |                                                                                   |
|                                                          |                                                                    |                                                                               | 7. Panzer-Division (Generalmajor Hans Freiherr von Funck)                         |
|                                                          |                                                                    |                                                                               | 12. Panzer-Division (Generalmajor Josef Harpe)                                    |
|                                                          |                                                                    |                                                                               | 20. Panzer-Division (Generalleutnant Horst Stumpff)                               |
|                                                          |                                                                    |                                                                               | 14. Infanterie-Division (mot.) (Generalleutnant Friedrich Fürst)                  |
|                                                          |                                                                    |                                                                               | 20. Infanterie-Division (mot.) (Generalleutnant Hans Zorn)                        |
|                                                          |                                                                    | LVII. Armeekorps (mot.) (General der Panzertruppe Adolf-Friedrich Kuntzen)    |                                                                                   |
|                                                          |                                                                    |                                                                               | 19. Panzer-Division (Generalleutnant Otto von Knobelsdorff)                       |
|                                                          |                                                                    |                                                                               | 18. Infanterie-Division (mot.) (Generalmajor Friedrich Herrlein)                  |
|                                                          | 9. Armee (Generaloberst Adolf Strauß)                              |                                                                               |                                                                                   |
|                                                          |                                                                    | VI. Armeekorps (General der Pioniere Otto-Wilhelm Förster)                    |                                                                                   |
|                                                          |                                                                    |                                                                               | 6. Infanterie-Division (Generalleutnant Helge Auleb)                              |
|                                                          |                                                                    |                                                                               | 26. Infanterie-Division (Generalleutnant Walter Weiß)                             |
|                                                          |                                                                    | V. Armeekorps (General der Infanterie Richard Ruoff)                          |                                                                                   |
|                                                          |                                                                    |                                                                               | 5. Infanterie-Division (General der Infanterie Karl Allmendinger)                 |
|                                                          |                                                                    |                                                                               | 35. Infanterie-Division (Generalleutnant Walther Fischer von Weikersthal)         |
|                                                          |                                                                    |                                                                               | 161. Infanterie-Division (Generalleutnant Hermann Wilck)                          |
|                                                          |                                                                    | VIII. Armeekorps (General der Artillerie Walter Heitz)                        |                                                                                   |
|                                                          |                                                                    |                                                                               | 8. Infanterie-Division (Generalmajor Gustav Höhne)                                |
|                                                          |                                                                    |                                                                               | 28. Infanterie-Division (Generalmajor Johann Sinnhuber)                           |
|                                                          |                                                                    | XX. Armeekorps (General der Infanterie Friedrich Materna)                     |                                                                                   |
|                                                          |                                                                    |                                                                               | 87. Infanterie-Division (Generalleutnant Bogislav von Studnitz)                   |
|                                                          |                                                                    |                                                                               | 129. Infanterie-Division (Generalleutnant Stephan Rittau)                         |
|                                                          |                                                                    |                                                                               | 162. Infanterie-Division (Generalleutnant Hermann Franke)                         |
|                                                          |                                                                    |                                                                               | 256. Infanterie-Division (Generalleutnant Gerhard Kaufmann)                       |
|                                                          |                                                                    | Armeereserve                                                                  |                                                                                   |
|                                                          |                                                                    |                                                                               | 403. Sicherungs-Division (Generalleutnant Wolfgang von Ditfurth)                  |
|                                                          |                                                                    |                                                                               | 900. Infanterie-Brigade (mot.)                                                    |
|                                                          | 4. Armee (Generalfeldmarschall Günther von Kluge)                  |                                                                               |                                                                                   |
|                                                          |                                                                    | XIII. Armeekorps (General der Infanterie Hans-Gustav Felber)                  |                                                                                   |
|                                                          |                                                                    |                                                                               | 78. Infanterie-Division (Generalleutnant Curt Gallenkamp)                         |
|                                                          |                                                                    |                                                                               | 252. Infanterie-Division (Generalleutnant Diether von Boehm-Benzing)              |
|                                                          |                                                                    | VII. Armeekorps (General der Artillerie Wilhelm Fahrmbacher)                  |                                                                                   |
|                                                          |                                                                    |                                                                               | 7. Infanterie-Division (Generalleutnant Eccard Freiherr von Gablenz)              |
|                                                          |                                                                    |                                                                               | 23. Infanterie-Division (Generalleutnant Heinz Hellmich)                          |
|                                                          |                                                                    |                                                                               | 258. Infanterie-Division (Generalleutnant Dr. Waldemar Henrici)                   |
|                                                          |                                                                    |                                                                               | 268. Infanterie-Division (Generalmajor Erich Straube)                             |
|                                                          |                                                                    | IX. Armeekorps (General der Infanterie Hermann Geyer)                         |                                                                                   |
|                                                          |                                                                    |                                                                               | 17. Infanterie-Division (Generalleutnant Herbert Loch)                            |
|                                                          |                                                                    |                                                                               | 137. Infanterie-Division (Generalleutnant Friedrich Bergmann)                     |
|                                                          |                                                                    |                                                                               | 263. Infanterie-Division (Generalleutnant Ernst Häckel)                           |
|                                                          |                                                                    | XXXXIII. Armeekorps (General der Infanterie Gotthard Heinrici)                |                                                                                   |
|                                                          |                                                                    |                                                                               | 131. Infanterie-Division (Generalmajor Heinrich Meyer-Bürdorf)                    |
|                                                          |                                                                    |                                                                               | 134. Infanterie-Division (Generalleutnant Conrad von Cochenhausen)                |
|                                                          |                                                                    | XII. Armeekorps (General der Infanterie Walter Schroth)                       |                                                                                   |
|                                                          |                                                                    |                                                                               | 31. Infanterie-Division (Generalleutnant Kurt Kalmukoff)                          |
|                                                          |                                                                    |                                                                               | 34. Infanterie-Division (Generalleutnant Hans Behlendorff)                        |
|                                                          |                                                                    |                                                                               | 45. Infanterie-Division (Generalleutnant Fritz Schlieper)                         |
|                                                          |                                                                    | Armeereserve                                                                  |                                                                                   |
|                                                          |                                                                    |                                                                               | 221. Sicherungs-Division (Generalleutnant Johann Pflugbeil)                       |
|                                                          |                                                                    |                                                                               | 286. Sicherungs-Division (Generalleutnant Kurt Müller)                            |
|                                                          | Panzergruppe 2 (Generaloberst Heinz Guderian)                      |                                                                               |                                                                                   |
|                                                          |                                                                    | XXXXVI. Armeekorps (mot.) (General der Panzertruppe Heinrich von Vietinghoff) |                                                                                   |
|                                                          |                                                                    |                                                                               | 10. Panzer-Division (Generalleutnant Ferdinand Schaal)                            |
|                                                          |                                                                    |                                                                               | SS-Division Das Reich (SS-Gruppenführer Paul Hausser)                             |
|                                                          |                                                                    |                                                                               | Infanterie-Regiment Großdeutschland (Generalmajor Wilhelm-Hunold von Stockhausen) |
|                                                          |                                                                    | XXXXVII. Armeekorps (mot.) (General der Panzertruppe Joachim Lemelsen)        |                                                                                   |
|                                                          |                                                                    |                                                                               | 17. Panzer-Division (Generalmajor Karl Ritter von Weber)                          |
|                                                          |                                                                    |                                                                               | 18. Panzer-Division (Generalmajor Walther Nehring)                                |
|                                                          |                                                                    |                                                                               | 29. Infanterie-Division (mot.) (Generalmajor Walter von Boltenstern)              |
|                                                          |                                                                    | XXIV. Armeekorps (mot.) (General der Panzertruppe Leo Geyr von Schweppenburg) |                                                                                   |
|                                                          |                                                                    |                                                                               | 1. Kavallerie-Division (Generalleutnant Kurt Feldt)                               |
|                                                          |                                                                    |                                                                               | 3. Panzer-Division (Generalleutnant Walter Model)                                 |
|                                                          |                                                                    |                                                                               | 4. Panzer-Division (Generalmajor Willibald Freiherr von Langermann und Erlencamp) |
|                                                          |                                                                    |                                                                               | 10. Infanterie-Division (mot.) (Generalleutnant Friedrich-Wilhelm von Loeper)     |
|                                                          | Heeresgruppenreserve                                               |                                                                               |                                                                                   |
|                                                          |                                                                    | Befehlshaber rückwärtiges Heeresgebiet 102                                    |                                                                                   |
|                                                          |                                                                    |                                                                               | 102. Infanterie-Division (Generalmajor John Ansat)                                |
|                                                          |                                                                    | LIII. Armeekorps (General der Infanterie Karl Weisenberger)                   |                                                                                   |
|                                                          |                                                                    |                                                                               | 52. Infanterie-Division (Generalleutnant Lothar Rendulic)                         |
|                                                          |                                                                    |                                                                               | 167. Infanterie-Division (Generalleutnant Hans Schönhärl)                         |
|                                                          |                                                                    |                                                                               | 255. Infanterie-Division (Generalleutnant Wilhelm Wetzel)                         |
|                                                          |                                                                    |                                                                               | 267. Infanterie-Division (Generalleutnant Friedrich Karl von Wachter)             |
|                                                          | Armeeoberkommando 2 (General der Kavallerie Maximilian von Weichs) |                                                                               |                                                                                   |
|                                                          | OKH-Reserven                                                       |                                                                               |                                                                                   |
|                                                          |                                                                    | Höheres Kommando XXXV (General der Artillerie Rudolf Kämpfe)                  |                                                                                   |
|                                                          |                                                                    |                                                                               | 15. Infanterie-Division (Generalleutnant Ernst-Eberhard Hell)                     |
|                                                          |                                                                    |                                                                               | 112. Infanterie-Division (Generalleutnant Friedrich Mieth)                        |
|                                                          |                                                                    |                                                                               | 197. Infanterie-Division (Generalleutnant Hermann Meyer-Rabingen)                 |
|                                                          |                                                                    |                                                                               | 293. Infanterie-Division (Generalleutnant Justin von Obernitz)                    |
|                                                          |                                                                    | XXXXII. Armeekorps (General der Pioniere Walter Kuntze)                       |                                                                                   |
|                                                          |                                                                    |                                                                               | 106. Infanterie-Division (Generalleutnant Ernst Dehner)                           |
|                                                          |                                                                    |                                                                               | 110. Infanterie-Division (Generalleutnant Ernst Seifert)                          |

|  | Luftflotte 2 (Generalfeldmarschall Albert Kesselring) |                                                                 | |
|  |                                                       | direkt unterstellt                                              | |
|  |                                                       |                                                                 | 2./Fernaufklärungsgruppe 122; Wettererkundungsstaffel 26; Stab, I. und III./Jagdgeschwader 53, Ergänzungsjagdgruppe 53, IV./Kampfgeschwader z.b.V. 1 |
|  |                                                       | VIII. Fliegerkorps (General der Flieger Wolfram von Richthofen) | |
|  |                                                       |                                                                 | 2./Fernaufklärungsgruppe 11, Kampfgeschwader z.b.V. 9                                                                                                |
|  |                                                       |                                                                 | Stab, I., II. und III./Kampfgeschwader 2, III./Kampfgeschwader 3, III./Kampfgeschwader 4                                                             |
|  |                                                       |                                                                 | Stab, II. und III./Sturzkampfgeschwader 1 |
|  |                                                       |                                                                 | Stab, I. und III. Sturzkampfgeschwader 2, II./Lehrgeschwader 2, 10./Lehrgeschwader 2                                                                 |
|  |                                                       |                                                                 | Stab, II. und III./Jagdgeschwader 27, II./Jagdgeschwader 52, I. und II./Zerstörergeschwader 26, Ergänzungsjagdgruppe 26                              |
|  |                                                       | II. Fliegerkorps (General der Flieger Bruno Loerzer)            | |
|  |                                                       |                                                                 | 1./Fernaufklärungsgruppe 122, Kampfgruppe z.b.V. 102, Kampfgruppe z.b.V. 105                                                                         |
|  |                                                       |                                                                 | Stab, I. und II./Kampfgeschwader 3 |
|  |                                                       |                                                                 | Stab, I. II., und III./Kampfgeschwader 53 |
|  |                                                       |                                                                 | Stab, I. und II./Schnellkampfgeschwader 210 |
|  |                                                       |                                                                 | Stab, I., II. und III./Sturzkampfgeschwader 77 |
|  |                                                       |                                                                 | Stab, II. und III. Sturzkampfgeschwader 1 |
|  |                                                       |                                                                 | Stab, I., II., III. und IV./Jagdgeschwader 51 |
|  |                                                       |                                                                 | Stab, II. und III. Jagdgeschwader 3 |
|  |                                                       | I. Flakkorps (Generalmajor Walther von Axthelm)                 | |
|  |                                                       |                                                                 | Flak-Regiment 101 mit Flak-Abteilung 77, I./12, I./22                                                                                                |
|  |                                                       |                                                                 | Flak-Regiment 104 mit Flak-Abteilung 91, I. und II./11                                                                                               |

## Schlacht vom 22. bis zum 25. Juni

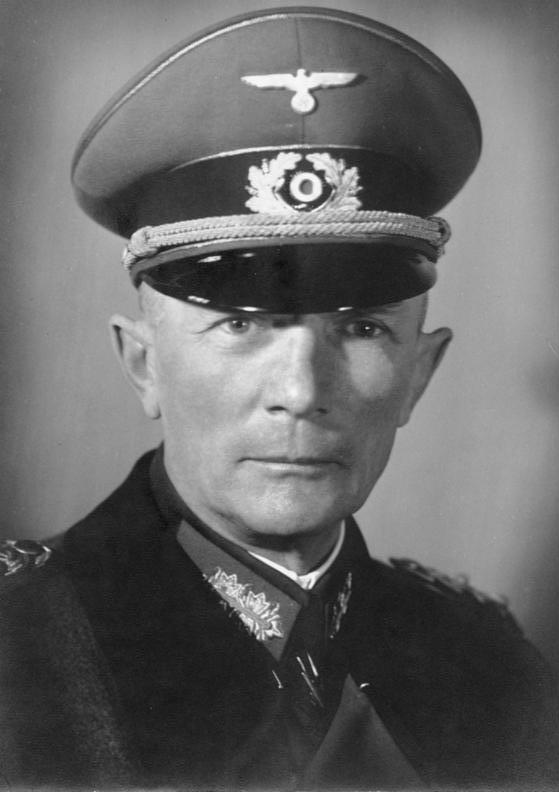
Generalfeldmarschall Fedor von Bock, Oberbefehlshaber der deutschen Heeresgruppe Mitte.

Generalfeldmarschall Fedor von Bock, der Befehlshaber der Heeresgruppe Mitte, ließ am 22. Juni die Panzergruppen 2 und 3 zur beidseitigen Umfassung der sowjetischen Westfront im Raum Białystok – Wolkowysk und Brest-Litowsk antreten. Ohne Rücksicht auf offene Flanken sollten beide Panzergruppen etwa 250 Kilometer weit an beiden Flügeln der sowjetischen Westfront nach Osten durchdringen, die Beresina erreichen und versuchen, nach der Vereinigung der Panzerspitzen im Raum östlich von Minsk einen großen Kessel zu bilden. Die dafür nötige Luftherrschaft im Mittelabschnitt der Ostfront wurde von etwa 1500 Kampf- und Jagdflugzeugen der Luftflotte 2 unter Generalfeldmarschall Albert Kesselring erkämpft.

### Angriff der Panzergruppe 3
Nördlich von Białystok stieß die Panzergruppe 3 unter Generaloberst Hermann Hoth vor. Unterstützt wurde der Angriff von der Infanterie der 9. Armee, die den Panzerverbänden nachfolgte und die Flanken sicherte.
Die Spitze des nördlichen Angriffskeiles der Heeresgruppe Mitte bildete das XXXIX. Armeekorps (mot.) (7. und 20. Panzer-Division, und 14. Infanterie-Division (mot.)) und das LVII. Armeekorps (mot.) (12. und 19. Panzer-Division und 18. Infanterie-Division (mot.)). Hinter der Panzergruppe 3 folgte die Infanterie der 9. Armee (Generaloberst Strauß), welche in Gewaltmärschen mit dem VI., VIII. und V. Armeekorps nachfolgte, um die feindliche Infanterie zu binden. Der rechte Flügel der 9. Armee mit dem XX. Armeekorps unter General der Infanterie Friedrich Materna unterstützte die Umfassungskräfte der 4. Armee, welche zwischen Lomscha und Brest mit dem XIII., IX. und VII. Armeekorps die Masse der sowjetischen 10. Armee (General Konstantin D. Golubew) und 4. Armee (General Alexander A. Korobkow) auf sich zog.
Die Panzer des XXXIX. Armeekorps (mot.) setzten am ersten Angriffstag am nördlichen Flügel der Heeresgruppe Mitte zum erfolgreichen Durchbruch in Richtung auf Kalvarija an und wurde dabei links vom VI. und rechts vom V. Armeekorps gedeckt. Südlich davon konnte das LVII. Armeekorps (mot.) den Njemen bei Merkine überschreiten. Während das VI. Armeekorps über Mariampol auf Prienay ansetzte, traf die deutsche 7. Panzerdivision in der Panzerschlacht von Alytus (Olita) auf die sowjetische 5. Panzerdivision (Oberst F. F. Fedorow), welche in einem hartnäckigen Kampf geschlagen werden konnte. Nach der Sicherung von Wilna, drehte das XXXIX. Armeekorps nach Südosten ein, um über Molodetschno die nördliche Umfassung in Richtung auf Minsk einzuleiten.
Die Truppen der sowjetischen 3. Armee wurden im Raum Suwałki vom deutschen VIII. und XX. Armeekorps (in der ersten Staffel - 5 Infanteriedivisionen) angegriffen. Die 161. Infanteriedivision am rechten Flügel des VIII. Armeekorps eingesetzt, durchbrach die Front an der Naht zwischen der sowjetischen 3. und 11. Armee und erreichte fast ohne Feindberührung den Njemen-Abschnitt bei Druskininkai.
Die sowjetische 56. Schützendivision (Generalmajor S. P. Sachnow), die einen breiten Streifen im Raum 22 km nordwestlich von Grodno zwischen Lipsk bis zum Dorf Gosch hielt, wurde von der 8. und 28. Infanteriedivision angegriffen und geschlagen. Nachdem die deutsche 161. Infanteriedivision den sowjetischen Widerstand am nördlichen Ufern des Augustowski-Kanals überwunden hatten, gingen ihre Verbände nördlich von Grodno über die Memel (russ. Njemen) und errichteten Pontonübergänge in der Nähe von Granditschi und Gosch. Generalmajor S. P. Sachnow entkam nur knapp der Gefangennahme und konnte Reste seiner Division am nächsten Tag nach Osery zurückführen. Die 256. und 162. Infanteriedivision des deutschen XX. Armeekorps stießen auf unvollendete Verteidigungsstellungen des befestigten Raumes von Grodno, umgingen diese und besetzten Sopotskin. Die sowjetische 27. Schützendivision (Generalmajor A. M. Stepanow), links von der 56. Division an der Grenze zwischen Lipsk und Grajewo eingesetzt, wurde vom linken Flügel (129. Infanteriedivision) des deutschen XX. Armeekorps angegriffen. Die 256. Infanteriedivision stieß in Richtung Lipsk vor, links davon auf der Hauptstraße von Suwalki nach Augustow griff die 162. Infanteriedivision an. Das 235. Schützenregiment der 27. Schützendivision, welches Augustow verteidigte, konnte anfangs alle feindlichen Angriffe abschlagen, räumte aber nach ihrer beidseitigen Umfassung die Stadt und zog sich über den Augustowski-Kanal nach Belobrzechi (Biala Brzegi) und am Abend nach Sztabin zurück, wo sie befestigte Linien am Fluss Bober einnahm. Das links eingesetzte 239. Schützenregiment der 27. Division, das Grajewo verteidigte, wurde nach Osowiec (in den Abschnitt der sowjetischen 10. Armee) zurückgedrängt.
Die Panzergruppe 3 führte am 23. und 24. Juni schwere Kämpfe mit der aus dem Raum Grodno zum Gegenangriff antretenden sowjetischen Panzergruppe Boldin (6. und 11. Mechanisiertes Korps sowie 6. Kavalleriekorps). Die Panzergruppe Boldin versuchte im nördlichen Abschnitt der Kesselschlacht vergeblich, das deutsche LVII. mot. Armeekorps (Generalleutnant Adolf Kuntzen) beim Durchbruch abzufangen. Im Raum Lida versuchte das 21. Schützenkorps der sowjetischen 3. Armee beizustehen und die Stoßkeile der deutschen 9. Armee aufzuhalten. Deren Abwehr übernahmen ab 24. Juni rechtzeitig die Verbände der nachrückenden 9. Armee, welche den Weitermarsch der Panzergruppe ermöglichte. Im Raum zwischen Molodetschno und Minsk war als Reserve der sowjetischen Westfront die 13. Armee konzentriert, dessen 21. Schützenkorps (General V. B. Borisow) den bei Lida bedrängten Truppen der 3. Armee zur Hilfe kamen und deren Verbände bereits am 23. Juni aus dem Raum Nowogrodek in die Abwehrkämpfe eingriffen.

### Angriff der Panzergruppe 2

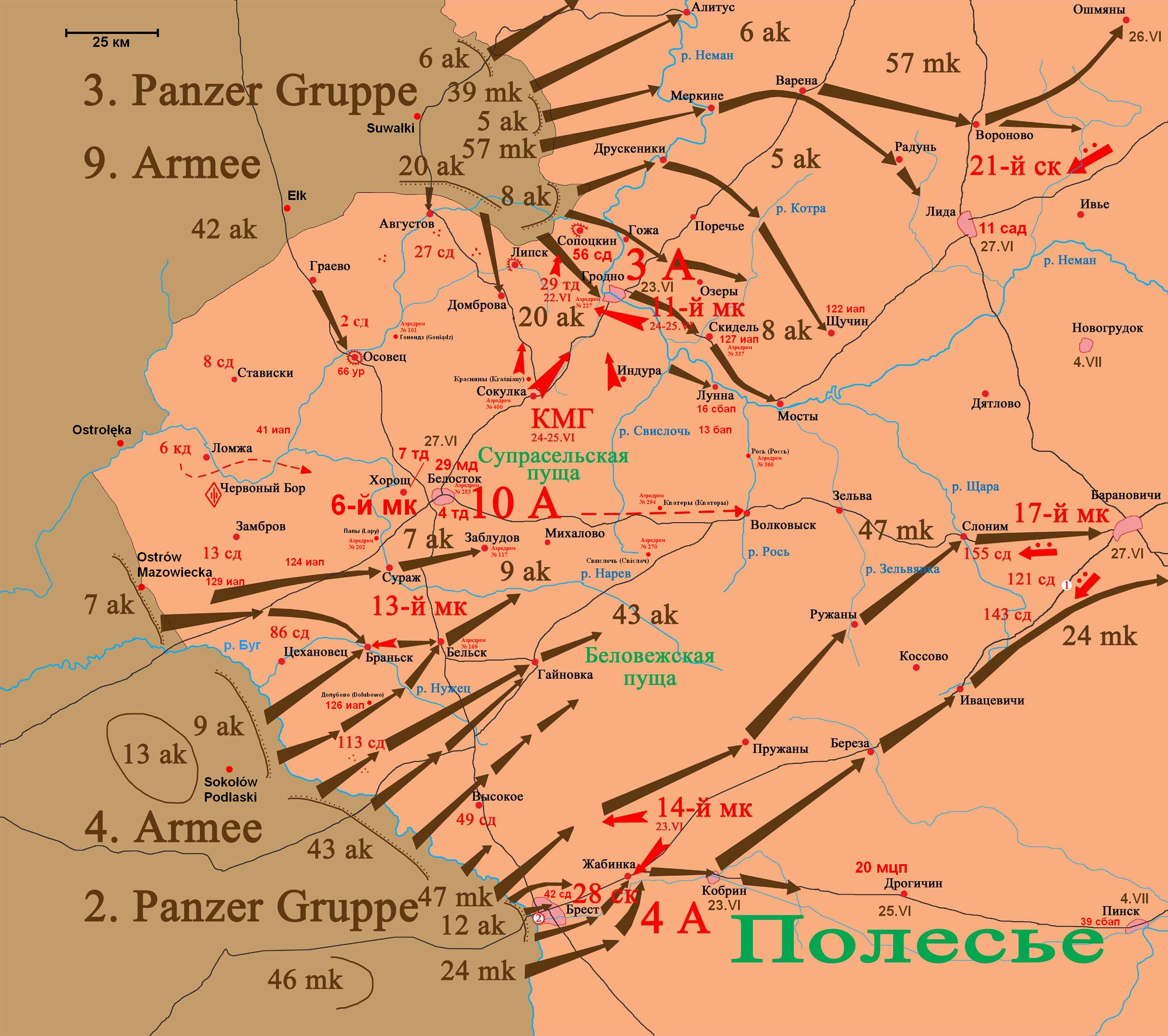
Erste Phase der Kesselschlacht

Während die deutsche 4. Armee unter Generalfeldmarschall von Kluge die Hauptmacht der sowjetischen 10. Armee am Bug-Abschnitt auf sich zog, erzwang südlich davon die Panzergruppe 2 unter Generaloberst Heinz Guderian am 22. Juni aus dem Raum Brest den Durchbruch mit zwei starken Angriffskeilen. An der Spitze stand das XXXXVII. Armeekorps (mot.) mit der 17. und 18. Panzer-Division, sowie der 29. Inf.-Division (mot.), dahinter folgte das XXXXVI. Armeekorps (mot.) mit der 10. Panzer-Division, dem Inf.-Regiment Großdeutschland und dem SS-Regiment Das Reich nach. Den Schutz der Südflanke übernahm das bei Pratulin und Wlodawa über den Bug gehende XXIV. Armeekorps (mot.) mit der 3. und 4. Panzer-Division, sowie 10. Infanterie-Division (mot.).
Gegen die Festung Brest wurde ab 22. Juni das XII. Armeekorps (General der Infanterie Walter Schroth) mit der 45. Infanterie-Division (General Fritz Schlieper) im Zentrum, angesetzt. In kurzer Zeit wurde die sowjetische Verteidigung der Festung, das 28. Schützenkorps unter Generalleutnant Popow (mit der 6. und 42. Schützendivision sowie die Hälfte der 22. Panzerdivision) durch deutsche Artillerie- und Luftangriffe zerschlagen. Gegen 7 Uhr wurde die Stadt Brest genommen, die schweren Kämpfe um die Zitadelle und am Bahnhof hielten aber noch bis zur Kapitulation am 29. Juni an.
Die Spitze des aus dem Raum Brest durchgebrochenen Keiles der Panzergruppe 2 führte das XXXXVII. Armeekorps (mot.) unter Generalleutnant Joachim Lemelsen. Beim Vormarsch über Pruzana auf Slonim wurde dieser Verband am 23. Juni durch den Gegenstoß des sowjetischen 17. Mechanisierten Korps (General Michail P. Petrow) aufgehalten. Aus dem Raum Baranowitschi mit dem 47. Schützenkorps verstärkt, versuchte dieses Korps den Vorstoß des deutschen XXXXVII. Armeekorps (mot.) zu stoppen und den Rückzug für die bereits halb umschlossene 10. und 3. Armee offen zu halten. Der südliche Angriffskeil des XXIV. Armeekorps (mot.) (General der Panzertruppe Geyr von Schweppenburg) führte die 3. Panzer-Division (Generalleutnant Walter Model) an der Spitze, welche seit dem 23. Juni über Kobryn und Baranowitschi nach Osten vorging. Die sowjetische 4. Armee, deren 28. Schützenkorps (General W. S. Popow) im Raum Brest abgeschnitten war und dessen 14. Mechanisiertes Korps (General S. Oborin) bei Slonim geschlagen worden war, konnte wenigstens ihren linken Flügel, die 75. und 205. Schützendivision in südlicher Richtung auf Pinsk zurückziehen. In der sich abzeichnenden Kesselschlacht von Bialystok wurde bis 25. Juni die Masse der russischen 10. und 3. Armee mit dem 1., 4., und 5. Schützenkorps, dem 6. Kavalleriekorps, sowie dem 11. und 13. Mechanisierten Korps abgeschnitten.
Als Reserve der Heeresgruppe Mitte fungierte die 2. Armee unter Generaloberst Maximilian von Weichs, welche ab 25. Juni mit dem LIII., XXXV. und XXXXIII. Armeekorps, zusammen zwölf Divisionen – der Panzergruppe 2 nachfolgend, zur Abdämmung der südlichen Kesselfronten herangezogen wurde.

## Schlacht zwischen 25. Juni und Anfang Juli

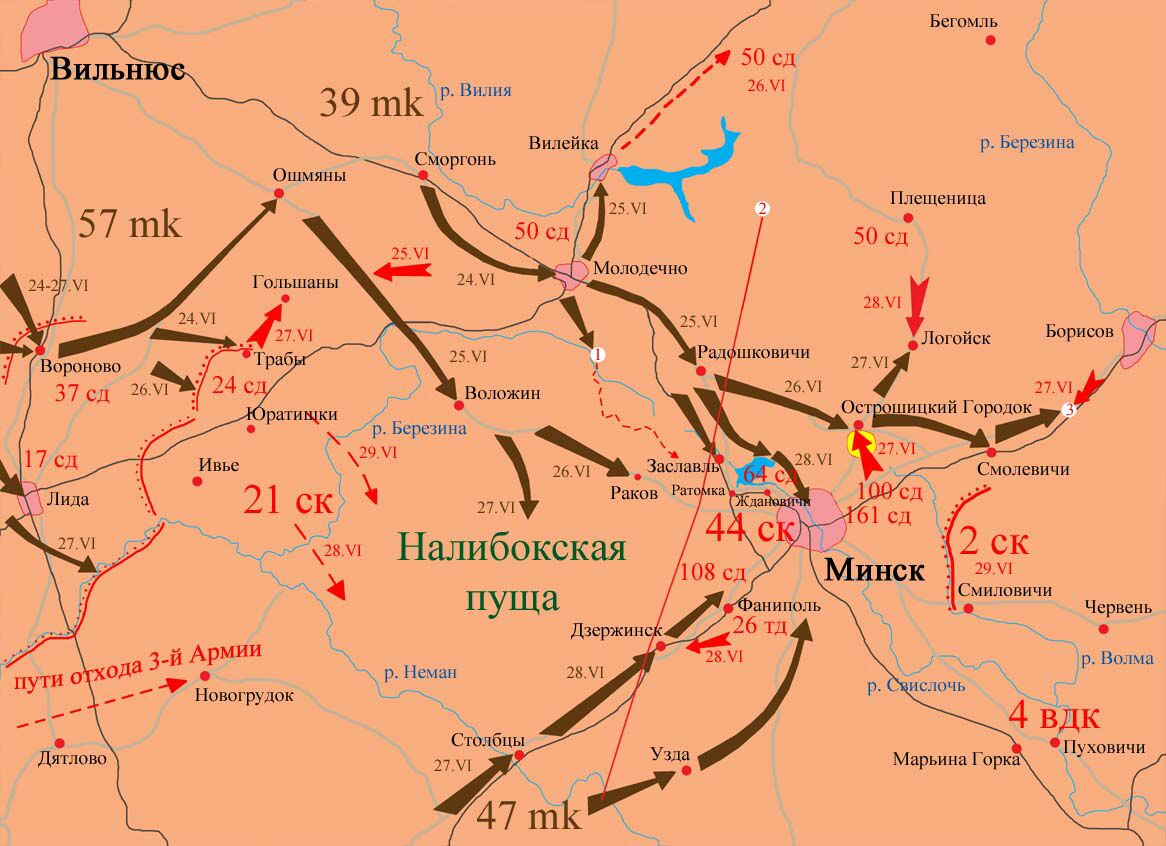
Kesselbildung im Westen von Minsk, Ende Juni 1941

Bis zum 26. Juni war der Kessel von Bialystok – Nowogrodek fest geschlossen, die schweren Kämpfe der deutschen 4. und 9. Armee in den Bialowieza-Wäldern hielten noch eine Woche an. An der Linie Nowogrodek – Wolkowysk – Slonim wurde die Masse der sowjetischen Westfront zusammengedrängt. Bis Anfang Juli versuchten die Eingeschlossenen daraufhin nach Süden und Osten auszubrechen, dabei wurde der Kessel noch einmal in zwei kleinere aufgespalten. Zudem war der Versuch der im Raum Nowogrodek abgedrängten sowjetischen 3. Armee des Generals Wassili I. Kusnezow den Ausbruch nach Norden freizuschlagen, am Widerstand der Infanteriekorps der deutschen 9. Armee gescheitert.
Die Truppen der Panzergruppe 3 (Generaloberst Hoth) drangen bereits mit der 7. und 20. Panzer-Division über Molodetschno in den Raum östlich Minsk bis zur Beresina vor. Damit wurde von Norden auch die Umfassung der in Reserve stehenden sowjetischen 13. Armee unter General Pjotr M. Filatow eingeleitet. Das 47. Schützenkorps (General Alexander S. Powetkin) kämpfte mit Front nach Süden bei Baranowitschi, das 44. Schützenkorps (General V. A. Juschkewitsch) und 2. Schützenkorps (General A. N. Jermakow) sicherten noch ohne Feindberührung den Raum nordwestlich von Minsk. Gemäß Stalins Parole „Halten oder sterben“ band die Rote Armee die deutschen Kräfte, es mussten ganze Armeen geopfert werden, um wieder neue Verteidigungslinien aufbauen zu können. Die deutschen Panzertruppen hatte ebenfalls hohe Ausfälle an Material, die Luftwaffe fügte den sich verzweifelt wehrenden Sowjets aber noch beträchtliche Verluste zu.

### Einengung des Kessels zwischen Bialystok und Wolkowysk

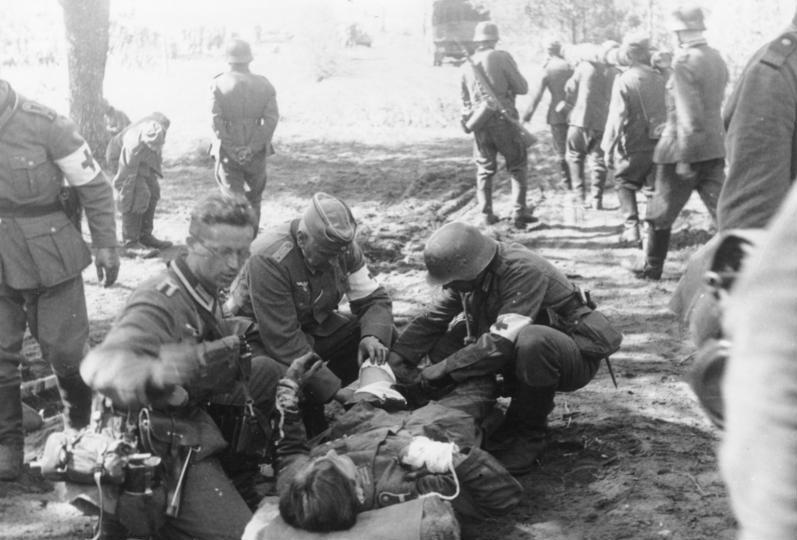
Versorgung eines verwundeten deutschen Soldaten in einem Wald beim Ort Augustowo

Generalfeldmarschall Fedor von Bock ordnete nun den Einsatz der bisher zurückgehaltenen Reserveverbände an, einerseits um die durch Kämpfe gebundenen Panzer-Divisionen freizubekommen, anderseits um die angespannte Lage an den Kesselfronten zu entlasten. Am 26. Juni wurde die 2. Armee mit der Zernierung der bereits weit hinter der Front liegenden Kesselabschnitte bei Bialystok und Nowogrodek – Wolkowysk betraut. Generaloberst Maximilian von Weichs machte dadurch die 9. und 4. Armee frei, welche den Panzerverbänden folgend nördlich und südlich von Minsk zur Beresina aufschlossen.

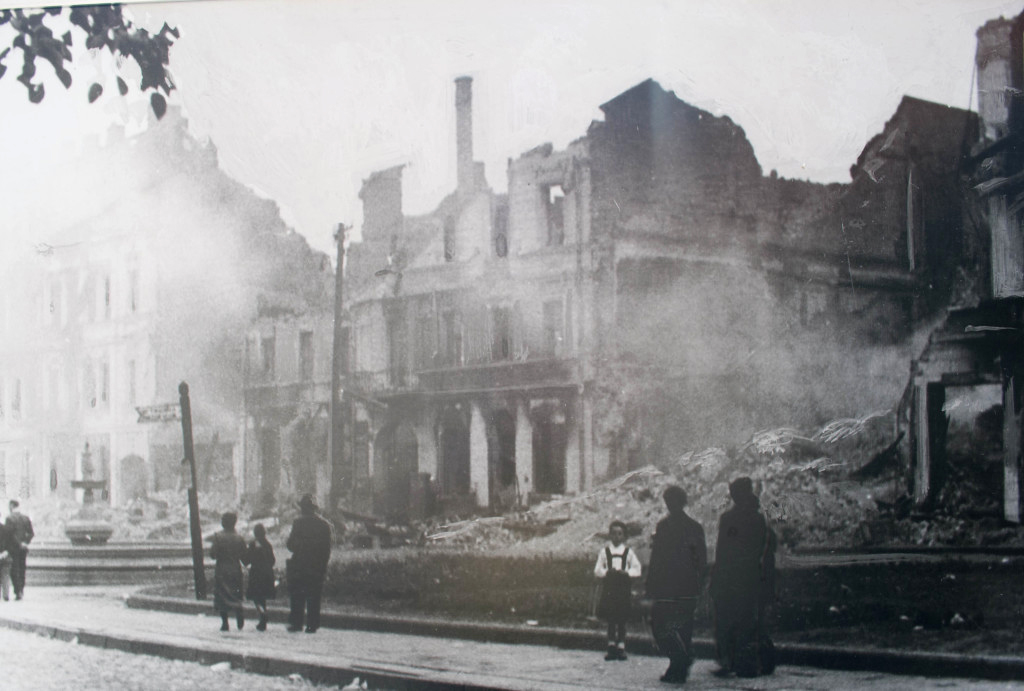
Białystok wurde 1941 von der Wehrmacht zerstört

Am 28. Juni besetzte das XXXXII. Armeekorps (General der Pioniere Walter Kuntze) mit der 23. Infanterie-Division (Generalmajor Hellmich) und Teilen der 87. Infanterie-Division (Generalleutnant Bogislav von Studnitz) die Stadt Białystok. Die Front um den großen Kessel von Bialystok hielten derweil von West nach Ost – das VIII. Armeekorps (General der Infanterie Walter Heitz) mit 161., 28. und 8. Infanterie-Division; das XX. Armeekorps (General der Infanterie Friedrich Materna) mit 256., 162. und 102. Infanterie-Division; die 87. und 23. Infanterie-Division folgten bei Bialystok, anschließend das VII. Armeekorps (General der Infanterie Wilhelm Fahrmbacher) mit 7. und 268. Infanterie-Division und das IX. Armeekorps (General der Infanterie Hermann Geyer) mit der 137. und 292. Infanterie-Division umschlossen. Im Anschluss folgte die schwächer besetzte Front zwischen dem Szczara-Abschnitt und Minsk, hier lagen die 29. Inf.-Division (mot.) und 34. Infanterie-Division des XII. Armeekorps (General der Infanterie Walter Schroth) im Kampf mit dem sowjetischen 47. Schützenkorps. Der zweite kleinere Kessel bei Wolkowysk hielten die Divisionen des XIII. Armeekorps (General der Infanterie Felber) mit 17. und 78. Infanterie-Division und das XXXXIII. Armeekorps (General der Infanterie Gotthard Heinrici) mit der 31., 45., 131. und 134. Infanterie-Division umschlossen. Das LIII. Armeekorps (General der Infanterie Karl Weisenberger) mit der 52. und 167. Infanterie-Division und das noch an der Kesselfront kämpfende XXXXVI. Armeekorps (mot.) (General der Panzertruppe Heinrich von Vietinghoff) wurde als Verstärkung der Panzergruppe 2 zur Beresina nachgeführt.

### Zweite Kesselbildung
Am 27. Juni übernahm die sowjetischen 13. Armee (Generalleutnant P. M. Filatow), deren Truppen gerade aus den Raum Molodetschno nach Osten zurückwichen, die Verteidigung der Stadt Minsk. Der befestigte Raum der Stadt Minsk wurde vom 44. Schützenkorps (64. und 108. Schützendivision) unter General W. A. Juschkewitsch gehalten, während das 2. Schützenkorps (100. und 161. Schützendivision) unter Generalmajor A. N. Jermakow weiter östlich neue Stellungen errichtete. Marschall Timoschenko befahl Minsk unter allen Umständen zu halten und verbot eine selbständige Kapitulation, selbst wenn die Truppen vollständig eingekreist wären. Am selben Tag startete die sowjetische 100. Schützendivision nördlich von Minsk bei Ostroschitzki einen Gegenangriff, der jedoch von der Panzergruppe 3 zurückgeschlagen wurde.
Bei der Panzergruppe 2 näherte sich die 17. Panzerdivision Minsk von Süden her und besetzte am 27. Juni Stołpce und am 28. Juni Dscherschinsk und Kojdanow. Am 28. Juni gegen 17:00 Uhr brachen Einheiten des deutschen XXXIX. Panzerkorps - die 20. Panzerdivision von Nordwesten her am nördlichen Befestigungsgürtel von Minsk durch. Die beiden Divisionen des 44. Schützenkorps blieben befehlsgemäß stehen, um die Positionen westlich von Minsk weiter zu verteidigen, während das 2. Schützenkorps östlich von Minsk an der Volma-Linie eine neue Verteidigungslinie einnahm.
Mit der Vereinigung der 18. und 20. Panzerdivision der Panzergruppe 2 und 3 östlich von Minsk schlossen sich Ende Juni die Panzerkeile nochmals, wodurch zwei separate Kessel gebildet wurden. Zwischen Wolkowysk und Nowogrodek waren bereits die sowjetische 3., 4., 10. Armee zusammengedrängt, im zweiten Kessel im Raum Minsk war jetzt auch die Masse der sowjetischen 13. Armee eingeschlossen.
Bereits am 2. Juli konnten die deutsche Panzerverbände weiter nach Osten vorstoßen – bei Borissow (durch die 18. Panzerdivision) im Norden und bei Bobruisk (durch die 3. Panzerdivision) im Süden wurden starke deutsche Brückenköpfe am Ostufer der Beresina gebildet. Aus den eroberten Brückenköpfen wurde ab 3. Juli, noch während die eingekesselte russische Infanterie im Raum Wolkowysk und Minsk weiterkämpfte, bereits die nächsten Flussübergänge über den Dnjepr forciert und die folgende Schlacht um Smolensk eingeleitet. Erst am 9. Juli kapitulierten die letzten Rotarmisten in Minsk, obwohl die Stadt bereits am 28. Juni größtenteils besetzt war.

## Folgen

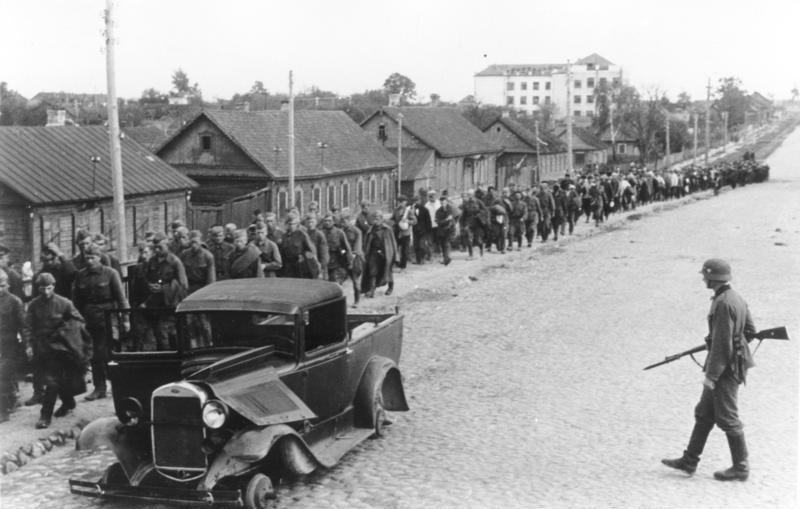
Gefangene sowjetische Soldaten im Kessel von Minsk

Von 46 Divisionen der sowjetischen Westfront konnten 11 aus der Umschließung ausbrechen und sich über die Beresina absetzen – die Masse von 28 Divisionen und 7 Panzerdivisionen wurden geschlagen oder großteils gefangen genommen. Laut deutschen Wehrmachtbericht wurden 323.898 Gefangene gemacht sowie 3.332 Panzer und 1.809 Geschütze erbeutet. Luitpold Steidle berichtet in seinen Erinnerungen wie die „schwindelerregenden“ Verlustziffern des Feindes bei der Doppelschlacht von Belostok und Minsk zurechtgebogen und frisiert wurden. In seiner Division war man dazu über gegangen, selbst ein einfaches schwach gepanzertes Raupenfahrzeug, das ausschließlich zum Transport von Geschützbedienungen bestimmt war, in die Rubrik „Erbeutete oder vernichtete Panzer“ aufzunehmen.
Der glücklose Führer der sowjetischen Westfront, Dmitri Grigorjewitsch Pawlow, wurde für die Katastrophe von Minsk verantwortlich gemacht. Stalin ging es nun darum, den Zusammenbruch der Fronten zu verschleiern und an dem Stab der bei Bialystok und Minsk eingekreisten und größtenteils zerschlagenen Westfront ein Exempel zu statuieren, weswegen neben Pawlow als Oberbefehlshaber der Front, sein Stabschef General Klimowskich, der Kommandeur der 4. Armee, General Korobkow und weitere Generäle nach Moskau beordert, vor ein Kriegsgericht gestellt, zum Tode verurteilt und im Juli 1941 erschossen wurden.

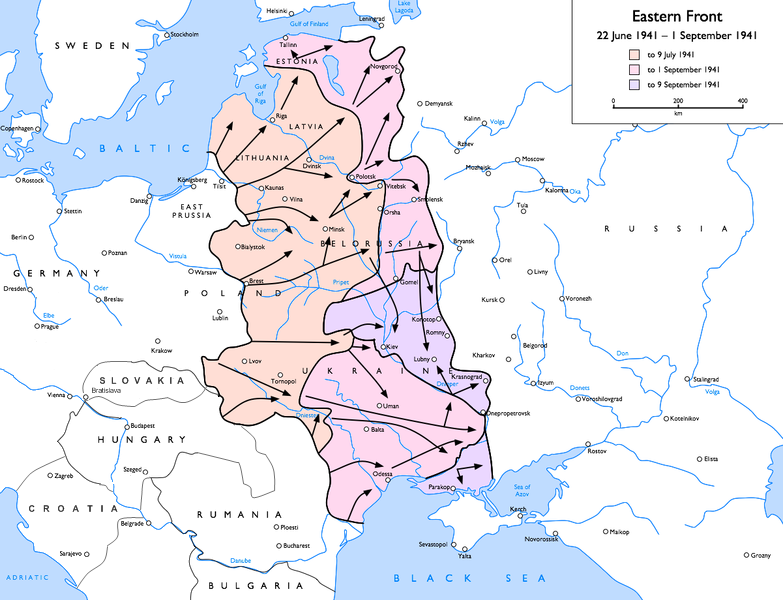
Vorstöße der deutschen Truppen

Die Heeresgruppe Mitte konnte durch den errungenen Sieg ihren Vorstoß gegen Moskau fortsetzen und den Dnepr überschreiten. Nach der endgültigen Auflösung des Kessels wurden mehrere schnelle Divisionen für weitere Offensiven frei, die bis dahin durch sowjetische Truppen gebunden gewesen waren.
Der Vorstoß auf das nächste Ziel Smolensk durch die beiden Panzergruppen 2 und 3 begann am 9. Juli. Nach der Einschließung starker sowjetischer Kräfte in der Kesselschlacht bei Smolensk konnte die Rote Armee erstmals eine Gegenoffensive starten, die aber durch die Heeresgruppe Mitte abgewehrt wurde. Am 30. Juli 1941 erhielt die Heeresgruppe einen Haltebefehl, wobei die Panzergruppe 2 mit der 2. Armee nach Süden abdrehte und an der Schlacht um Kiew teilnahm, und sich die Panzergruppe 3 am Vorstoß der Heeresgruppe Nord auf Leningrad beteiligte. Dies geschah auf Hitlers persönlichen Befehl, wobei er deshalb mit dem OKH in Konflikt geraten war, welches die Beibehaltung von Moskau als Schwerpunkt des Angriffes verlangt hatte. Nach seiner eigenmächtigen Handlung erließ Hitler am 12. August 1941 die Weisung Nr. 34, die beinhaltete, dass das „Staats-, Rüstungs- und Verkehrszentrum“ Moskau noch vor Einbruch des Winters genommen werden sollte. Die Schlachten vor Leningrad und in der Ukraine hatten jedoch noch immer Vorrang, weshalb diese vor einer Offensive auf Moskau abgeschlossen sein sollten. Die Schlachten in der Ukraine zogen sich jedoch bis in den September 1941 hin und Hitler erteilte bereits vor deren Abschluss seine Weisung Nr. 35, welche die Grundlage für die zukünftige Offensive darstellte:

„Die Anfangserfolge gegen die zwischen den inneren Flügeln der Heeresgruppen Süd und Mitte befindlichen Feindkräfte haben [...] die Grundlage für eine entscheidungssuchende Operation gegen die vor der Heeresmitte stehende in Angriffskämpfen festgelegte Heeresgruppe Timoschenko geschaffen. Sie muß in der bis zum Einbruch des Winterwetters verfügbaren befristeten Zeit vernichtend geschlagen werden. Es gilt hierzu, alle Kräfte des Heeres und der Luftwaffe zusammenzufassen, die auf den Flügeln entbehrlich werden und zeitgerecht herangeführt werden können.“